# 水犀
水犀（すいさい、みずさい）とは、幻獣の一種であり、別名通天犀（つうてんさい）とも呼ばれる。

## 概要
その姿は体は馬、牛の四肢と尻尾を持ち、背中には亀の甲羅があり、額に巨大な角を持っている。その角には高い妖力があり、水を張った容器に入れたら水が真っ二つに別れる、その角で火を起こせば数千里離れた場所からでも見える程に輝く炎が立つ、その角で杯を作れば毒酒でも毒を浄化できるなどの言い伝えがある。

## モデル
実在するインドサイが口伝する中で、誤った知識の元美術的に装飾されてできたとする説がある。
上記の水犀の口伝からアジアに分布するサイが角を目当てに乱獲された。